# Reinhardtia koschnyana
Reinhardtia koschnyana là loài thực vật có hoa thuộc họ Arecaceae. Loài này được (H.Wendl. & Dammer) Burret miêu tả khoa học đầu tiên năm 1932.